# Dodie Brown
Dodie Brown (Luisiana, 9 de noviembre de 1971) es una actriz de cine, productora y directora de casting estadounidense.

## Filmografía
- 2006: The Guardian como Invitada a la boda.
- 2006: El año sin Santa Claus como Mujer en la Fiesta.
- 2007: Mr. Brooks como Mujer Policía.
- 2007: The Mist como Mujer Asustada.
- 2008: Queen Sized como Mujer de la tienda departamental.
- 2008: My Mom's New Boyfriend como Mujer en el Club.
- 2008: Pulse 2: Afterlife como Alley Phantom.
- 2008: Pulse 3: Invasion como Baby Stroller Phantom.
- 2009: A Stranger Within como Susan.
- 2009: Desires of the Heart como Maya.
- 2010: At War with the Ants como Hannah.
- 2010: The School in the Woods como Willa.
- 2011: Butter como June Carmichael.
- 2011: Damned como Sasha.
- 2011: Open Gate como Darleen.
- 2012: New Hope como Sally Green.
- 2013: Texas Chainsaw 3D como Loretta Sawyer.
- 2013  Una parada imprevista como Dra. Maggie Parks.
- 2013: White Rabbit como Ruby Mackey.
- 2013: A Very Tough Course como Noils Nolan.
- 2014: Wicked Blood como Enfermera.
- 2014: La ciudad que teme al ocaso como Townsperson.
- 2014: American Horror Story como Mary.
- 2017: Claws como Vera.
- 2017: Infamous como Secretaria.
- 2018: Corazón de Cowboy como Camarera.
- 2018: Queen Sugar como Susy.

- Datos: Q108146781